# Gmina Posušje
Gmina Posušje (boś. Općina Posušje) – gmina w Bośni i Hercegowinie, w kantonie zachodniohercegowińskim. W 2013 roku liczyła 20 477 mieszkańców.